# 松月町 (名古屋市)
松月町（しょうげつちょう）は、愛知県名古屋市瑞穂区の町名。現行行政地名は松月町1丁目から松月町6丁目。住居表示未実施。

## 地理
名古屋市瑞穂区の北部に位置し、東に初日町、西に汐路町、南に石川町、北に昭和区菊園町と接する。

### 河川
- 山崎川

## 歴史
- 1931年（昭和6年）1月1日 - 南区瑞穂町・瑞穂町の各一部により、同区松月町として成立[6]。
- 1933年（昭和8年）4月10日 - 南区瑞穂町・弥富町の各一部を編入する[6]。
- 1937年（昭和12年）10月1日 - 昭和区に編入され、同区松月町となる[6]。
- 1944年（昭和19年）2月11日 - 瑞穂区に編入され、同区松月町となる[6]。

## 世帯数と人口
2019年（平成31年）3月1日現在の世帯数と人口は以下の通りである。
| 町丁   | 世帯数  | 人口    |
| ------ | ------- | ------- |
| 松月町 | 532世帯 | 1,340人 |

### 人口の変遷
国勢調査による人口の推移
| 1995年（平成7年）  | 1,174人 | [ 7 ]  |  |
| 2000年（平成12年） | 1,220人 | [ 8 ]  |  |
| 2005年（平成17年） | 1,352人 | [ 9 ]  |  |
| 2010年（平成22年） | 1,301人 | [ 10 ] |  |
| 2015年（平成27年） | 1,326人 | [ 11 ] |  |

## 学区
市立小・中学校に通う場合、学校等は以下の通りとなる。また、公立高等学校に通う場合の学区は以下の通りとなる。
| 番・番地等 | 小学校               | 中学校               | 高等学校 |
| ---------- | -------------------- | -------------------- | -------- |
| 全域       | 名古屋市立汐路小学校 | 名古屋市立汐路中学校 | 尾張学区 |

## その他

### 日本郵便
- 郵便番号 : 467-0004[3]（集配局：瑞穂郵便局[14]）。